# Mei Sheng
Mei Sheng (chinois : 美生) est un panda géant mâle né au zoo de San Diego le 19 août 2003. Il est le deuxième panda à naître au zoo et est le premier petit de Bai Yun et Gao Gao. Il est le demi-frère de Hua Mei et le frère de Su Lin, Zhen Zhen, Yun Zi et Xiao Liwu.
Mei Sheng a été envoyé en Chine le 5 novembre 2007. Il serait arrivé en toute sécurité dans la réserve naturelle nationale de Wolong le 8 novembre 2007.
Après le tremblement de terre de 2008 dans le Sichuan, Mei Sheng fut transféré à la base des pandas géants de Bifengxia, en banlieue de Ya'an, où, en mai 2009, il copula avec succès une panda géant femelle, Ying Ying. La petite femelle de Ying Ying, née le 26 août et nommée Shu Qing, était née soit de Mei Sheng, soit d'un autre mâle, Lu Lu.